# 가와베촌 (나가노현 기타사쿠군)
가와베촌(일본어: 川辺村)은 일본 나가노현 기타사쿠군에 있던 촌이다. 현재의 고모로시에 해당한다.

## 역사
- 1889년 4월 1일 - 정촌제 시행에 의해 기타사쿠군 가와베촌이 성립하였다.
- 1954년 2월 1일 - 고모로 정, 오사토 촌, 기타오이 촌과 합병해 새로운 고모로 정이 성립하여, 동일 오사토촌은 폐지되었다.

## 참고문헌
- 가도카와 일본 지명 대사전 20 長野県
- 『小諸市誌　近・現代編』小諸市教育委員会　33p
- 若き日の思い出 : 私の青春符 : 随想と随筆 白石昌人 国会図書館書誌ID 000010711856